# 祖犬屬
祖犬（學名：Cormocyon）是北美洲的恐犬亞科下已滅絕的屬，生存於漸新世到中新世早期。被認為是恐犬族的早期物種。